# Huperzia saururoides
Huperzia saururoides är en lummerväxtart som först beskrevs av Jean-Baptiste Bory de Saint-Vincent och d'urv., och fick sitt nu gällande namn av Werner Hugo Paul Rothmaler. Huperzia saururoides ingår i släktet lopplumrar, och familjen lummerväxter. Inga underarter finns listade i Catalogue of Life.